# Colwyn Bay FC
Colwyn Bay FC (celým názvem: Colwyn Bay Football Club; velšsky: Clwb Pel-Droed Bae Colwyn) je velšský fotbalový klub, který sídlí ve městě Old Colwyn v ceremoniálním hrabství Clwyd. Založen byl v roce 1881. Od sezóny 2018/19 hraje v Northern Premier League Division One West (8. nejvyšší soutěž). Klubové barvy jsou rudá a modrá.
Své domácí zápasy odehrává na stadionu Llanelian Road s kapacitou 2 500 diváků.

## Úspěchy v domácích pohárech
Zdroj: 
- FA Cup
  - 2. kolo: 1995/96
- Welsh Cup
  - Semifinále: 1929/30, 1982/83, 1991/92
- FA Trophy
  - Čtvrtfinále: 1996/97

## Umístění v jednotlivých sezonách
Stručný přehled
Zdroj: 
- 1984–1985: North West Counties League (Division Three)
- 1985–1987: North West Counties League (Division Two)
- 1987–1991: North West Counties League (Division One)
- 1991–1992: Northern Premier League (Division One)
- 1992–2003: Northern Premier League (Premier Division)
- 2003–2007: Northern Premier League (Division One)
- 2007–2008: Northern Premier League (Division One South)
- 2008–2010: Northern Premier League (Division One North)
- 2010–2011: Northern Premier League (Premier Division)
- 2011–2015: Conference North
- 2015–2016: Northern Premier League (Premier Division)
- 2016–2018: Northern Premier League (Division One North)
- 2018– : Northern Premier League (Division One West)

Jednotlivé ročníky
Zdroj: 
Legenda: Z – zápasy, V – výhry, R – remízy, P – porážky, VG – vstřelené góly, OG – obdržené góly, +/- – rozdíl skóre, B – body, červené podbarvení – sestup, zelené podbarvení – postup, fialové podbarvení – reorganizace, změna skupiny či soutěže
| Sezóny  | Liga                                         | Úroveň | Z  | V  | R  | P  | VG | OG | +/− | B  | Pozice |
| ------- | -------------------------------------------- | ------ | -- | -- | -- | -- | -- | -- | --- | -- | ------ |
| 2009/10 | Northern Premier League (Division One North) | 8      | 42 | 23 | 6  | 13 | 77 | 57 | +20 | 75 | 4.     |
| 2010/11 | Northern Premier League (Premier Division)   | 7      | 42 | 24 | 7  | 11 | 67 | 56 | +11 | 79 | 2.     |
| 2011/12 | Conference North                             | 6      | 42 | 15 | 8  | 19 | 55 | 71 | −16 | 53 | 12.    |
| 2012/13 | Conference North                             | 6      | 42 | 14 | 7  | 21 | 57 | 78 | −21 | 49 | 18.    |
| 2013/14 | Conference North                             | 6      | 42 | 14 | 12 | 16 | 63 | 67 | −4  | 54 | 12.    |
| 2014/15 | Conference North                             | 6      | 42 | 11 | 12 | 19 | 59 | 82 | −23 | 45 | 20.    |
| 2015/16 | Northern Premier League (Premier Division)   | 7      | 46 | 10 | 8  | 28 | 51 | 95 | −44 | 38 | 23.    |
| 2016/17 | Northern Premier League (Division One North) | 8      | 42 | 13 | 11 | 18 | 61 | 57 | +4  | 50 | 15.    |
| 2017/18 | Northern Premier League (Division One North) | 8      | 42 | 17 | 10 | 15 | 77 | 58 | +19 | 61 | 9.     |
| 2018/19 | Northern Premier League (Division One West)  | 8      | 38 |    |    |    |    |    |     |    |        |